# Alone III: The Pinkerton Years
Alone III: The Pinkerton Years é o terceiro álbum de compilação do vocalista dos Weezer, Rivers Cuomo, lançado em 12 de Dezembro de 2011, sendo o terceiro álbum da trilogia Alone (após Alone: The Home Recordings of Rivers Cuomo e Alone II: The Home Recordings of Rivers Cuomo), lançando também simultaneamente o livro The Pinkerton Diaries. Este álbum é constituído por músicas gravadas entre 1993 e 1996, os quais considera como "os anos Pinkerton".
| Críticas profissionais | Críticas profissionais |
| Avaliações da crítica  | Avaliações da crítica  |
| Fonte                  | Avaliação              |
| ---------------------- | ---------------------- |
| Pitchfork Media        | [ 2 ]                  |

Cuomo especulou inicialmente que Alone III: The Pinkerton Years seria lançado em Dezembro de 2010, apesar de tal não se ter concretizado. Este também referiu que o álbum seria lançado ao mesmo tempo que um livro intitulado The Pinkerton Years, contendo jornais, emails, cartas e artigos escritos por Cuomo. Cuomo também mostrou vontade em ter planos para alargar a trilogia com Alone IV, Alone V e Alone VI.

## The Pinkerton Diaries
Alone III foi vendido exclusivamente com The Pinkerton Diaries, o qual apresenta jornais, cartas, ensaios e notações musicais compostas por Cuomo no mesmo período em que este gravou as músicas do álbum.

## Lista de Faixas
| N.º            | Título                                                                   | Compositor(es) | Duração |  |
| 1.             | "I'm So Lonely"                                                          | Rivers Cuomo   | 0:19    |  |
| 2.             | "Getchoo"                                                                | Rivers Cuomo   | 3:10    |  |
| 3.             | "Lisa"                                                                   | Rivers Cuomo   | 3:06    |  |
| 4.             | "Negativland"                                                            | Rivers Cuomo   | 0:59    |  |
| 5.             | "You Gave Your Love To Me Softly"                                        | Rivers Cuomo   | 2:03    |  |
| 6.             | "When You're Alone"                                                      | Rivers Cuomo   | 0:53    |  |
| 7.             | "Susanne"                                                                | Rivers Cuomo   | 2:50    |  |
| 8.             | "There Is No Other One"                                                  | Rivers Cuomo   | 2:59    |  |
| 9.             | "Let Me Wash At Your Sink"                                               | Rivers Cuomo   | 2:36    |  |
| 10.            | "Waiting on You"                                                         | Rivers Cuomo   | 3:20    |  |
| 11.            | "Oh No, This Is Not For Me"                                              | Rivers Cuomo   | 2:58    |  |
| 12.            | "Tired of Sex"                                                           | Rivers Cuomo   | 2:35    |  |
| 13.            | "She's Had a Girl"                                                       | Rivers Cuomo   | 0:52    |  |
| 14.            | "What Is This I Find?"                                                   | Rivers Cuomo   | 1:13    |  |
| 15.            | "Now I Finally See"                                                      | Rivers Cuomo   | 0:42    |  |
| 16.            | "Longtime Sunsihine" (Repetições de "Longtime Sunshine" e "Superfriend") | Rivers Cuomo   | 0:49    |  |
| 17.            | "I'm Lonely on a Saturday Night"                                         | Rivers Cuomo   | 1:14    |  |
| 18.            | "Oh God I'm Hungry"                                                      | Rivers Cuomo   | 0:20    |  |
| 19.            | "I'm on Fire, You're a Liar"                                             | Rivers Cuomo   | 2:19    |  |
| 20.            | "The End of My String"                                                   | Rivers Cuomo   | 0:57    |  |
| 21.            | "I Can't Break Your Heart Slow"                                          | Rivers Cuomo   | 0:45    |  |
| 22.            | "Money Makes Me Happy"                                                   | Rivers Cuomo   | 0:52    |  |
| 23.            | "My Mind's on You"                                                       | Rivers Cuomo   | 1:21    |  |
| 24.            | "Defeat on the Hill"                                                     | Rivers Cuomo   | 0:49    |  |
| 25.            | "Clarinet Waltz"                                                         | Rivers Cuomo   | 1:36    |  |
| 26.            | "A Glorious Moment"                                                      | Rivers Cuomo   | 1:04    |  |
| Duração total: | Duração total:                                                           | Duração total: | 40:22   |  |